# Sospiri (Elgar)
Sospiri, Op. 70, è un adagio per orchestra d'archi, arpa (o pianoforte) e organo (o armonium), composto da Edward Elgar poco prima dell'inizio della prima guerra mondiale.

## Storia
Originariamente Elgar lo aveva immaginato per violino e pianoforte, come compagna di Salut d'Amour e aveva in mente il titolo Soupir d'Amour (francese per "Sospiro d'amore"). Mentre lo componeva, tuttavia, si rese conto che stava scrivendo qualcosa di più intenso e così scelse la parola italiana, sospiri.
L'opera, con un tempo di esecuzione di circa cinque minuti, fu eseguita per la prima volta il 15 agosto 1914 nella Queen's Hall di Londra, diretta da Sir Henry Wood.
Sospiri era dedicato all'amico di lunga data di Elgar, il violinista W. H. "Billy" Reed.

## Struttura
Adagio, tempo di  4/4, re minore
Dopo l'introduzione di due battute, viene suonata una melodia malinconica dal primo violino (Brano 1).
Brano 1
Viene proposto l'altro tema, più appassionatamente (Brano 2).

Brano 2
Ricompare il Brano 1, seguito da un finale nell'armonia di fa maggiore, che va a morire.

### Osservazioni
1. ↑  Una nota di grazia che appare nella terza battuta dovrebbe essere tagliata.